# Mouvement anti-chasse

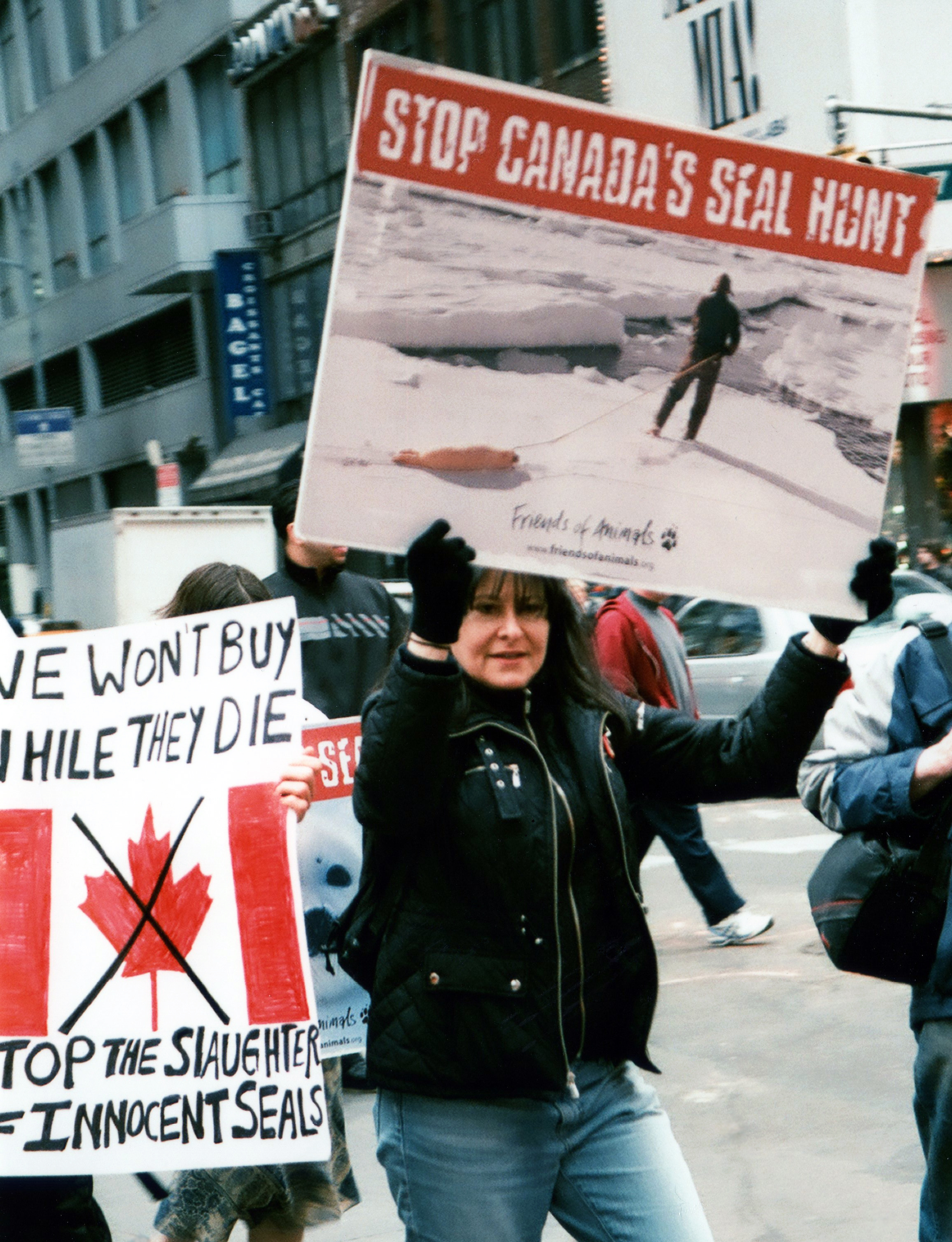
Manifestation de l'association Friends Of Animals au Canada.

Le mouvement anti-chasse désigne l’ensemble des courants qui visent à l'abolition de la chasse ou au moins à une plus grande régulation de celle-ci pour diverses raisons.

## Les motivations de la lutte anti-chasse
Les raisons les plus souvent évoquées sont :
- la protection animale et la lutte contre les souffrances infligées aux animaux
- la protection de la biodiversité
- la sécurité des tiers : promeneurs, cyclistes, résidents, etc.
- la réduction de la pollution par les munitions au plomb.

## Représentants

### Associations
- Ligue pour la protection des oiseaux (LPO)[2]
- Association pour la protection des animaux sauvages (ASPAS)[3]
- Abolissons la vénerie aujourd'hui (d) (AVA)[4]
- Un jour Un chasseur
- Nos Viventia
- Fondation Brigitte-Bardot
- One Voice[5]
- People for the Ethical Treatment of Animals (PETA)[6]
- Greenpeace
- Hunt Saboteurs Association (HSA)[7]

### Personnalités
- Gérard Charollois
- Rémi Gaillard[8]
- Pierre Rigaux[9]
- Hugo Clément[10]

### Territoires
La chasse est interdite dans le canton de Genève depuis 1974, à la suite d'une initiative populaire lancée par les milieux de protection des animaux.

## Opinion
En France, selon un sondage de l'Institut français d'opinion publique pour la Fondation Brigitte-Bardot commandé en 2017, 84 % des sondés sont opposés à la chasse à courre (contre 73 % dans un précédent sondage effectué en 2005) et 71 % se sentent en insécurité en se baladant dans la nature (un chiffre en forte augmentation depuis 2009 où ils n'étaient que 54 %). Concernant la possibilité d'un dimanche non chassé, une très large majorité des personnes interrogés y sont favorables (82 %, contre 54 % en 2009). Enfin, 89 % se prononcent pour l'interdiction de la chasse aux trophées et leur importation en France,.